# Uvaria narum
Uvaria narum este o specie de plante angiosperme din genul Uvaria, familia Annonaceae, descrisă de Nathaniel Wallich. Conform Catalogue of Life specia Uvaria narum nu are subspecii cunoscute.